# La linea generale
La linea generale (in russo Старое и новое?, Staroye i novoye) è un film del 1929 diretto da Sergej Michajlovič Ėjzenštejn.
Il film è conosciuto anche con il titolo Il vecchio e il nuovo.

## Trama
Il film è ambientato in un villaggio russo come tanti: la miseria e l'ignoranza regnano ovunque e le richieste vessatorie dei kulaki completano una situazione drammatica per i residenti. Tra tutti gli abitanti, una povera contadina si mette a capo di una cooperativa per cercare di migliorare le condizioni del paese.

## Realizzazione
Le celebrazioni del decennale della Rivoluzione d'ottobre cui al regista fu chiesto di contribuire, insieme ad altri (Barnet, Pudovkin, Šub) con dei film da proiettarsi in simultanea il 7 novembre 1927, interruppero le riprese de La linea generale già iniziate nell'estate 1926,  Quando, nella primavera del 1928, il progetto, mirato a sostenere le politiche di collettivizzazioni delle campagne, messe in atto dal Partito Comunista, fu ripreso, la realizzazione fu condizionata dai severi attacchi di cui era stato oggetto Ottobre. Il film era stato accusato di formalismo, astrattismo; di non tenere debitamente in conto la realtà e di sacrificare struttura narrativa e personaggi, in nome di un eccesso di sperimentalismo.
Così, in un clima di accresciuto controllo della produzione artistica e culturale, il film, terminato nella primavera del 1929, fu sottoposto a diverse visioni preliminari. Nuovamente, con Pudovkin in prima linea, si imputò a Ėjzenštejn, la mancanza di realismo e la scarsa conoscenza della materia affrontata. Stalin impose alla troupe un viaggio bimestrale di informazione nelle campagne russe.  A Stalin sarebbero anche da attribuire il mutamento del titolo in Il vecchio e il nuovo e il finale tutto ideologico in cui operai e contadini marciano uniti verso il socialismo.

## Riconoscimenti
Nel 1930 è stato indicato tra i migliori film stranieri dell'anno dal National Board of Review of Motion Pictures.